# Список вулиць Києва (Х)
Це список вулиць міста Києва, назви яких починаються на літеру Х.
До списку входять усі урбаноніми Києва, що містяться в офіційному довіднику «Вулиці міста Києва», затвердженому 2015 року, а також у міській інформаційно-аналітичній системі забезпечення містобудівної діяльності (МІАС ЗМД) «Містобудівний кадастр Києва», довіднику «Вулиці Києва» 1995 року та атласі «Київ до кожного будинку». Назви вулиць, які відсутні в офіційному довіднику, подані курсивом. Проєктні вулиці, що мають код у кадастрі, але не мають назв, у списку не наведені.
У списку вулиці подані за алфавітом. Назви вулиць на честь людей відсортовані за прізвищем (якщо прізвище відсутнє — за іменем) і подаються у форматі Прізвище Ім'я і/або Посада. Якщо вулиця названа за цілісним псевдонімом, то сортування відбувається за першою літерою псевдоніма або імені, тобто Бориса Тена подано на літеру Б, Ганни Барвінок — на Г, Дзиґи Вертова — на Д, Івана Багряного — на І, Кузьми Скрябіна — на К, Лесі Українки — на Л, Марка Вовчка, Марка Черемшини, Миколи Хвильового і Мирослава Ірчана — на М, Олени Пчілки і Остапа Вишні — на О, Панаса Мирного — на П, Юрія Клена — на Ю, Якуба Коласа, Яна Райніса, Янки Купали і Януша Корчака — на Я. Вулиці, що мають, окрім назви, порядковий номер, відсортовані за власною назвою, наприклад 2-й Левадний провулок на літеру Л. Вулиця Радгосп «Совки» розміщена на літеру С, вулиця Міста Шалетт — на літеру Ш. Назви вулиць, що починаються на число (окрім вулиць, зазначених вище), записані словами і подані на відповідну літеру (Восьмого Березня, Першого Травня тощо).
Вулиці з назвами «Садова» (в тому числі «номерні») і лінії виділені в окремі списки.
Станом на 1 січня 2023 року в Києві 2833 урбаноніми, з них:
| - 2059 вулиць; - 533 провулки; - 77 ліній; - 59 площ і майданів; | - 32 проспекти; - 22 бульвари; - 15 узвозів; | - 12 проїздів; - 11 шосе; - 5 доріг; | - 3 алеї; - 3 набережних; - 2 тупики. |

Колір фону у списку залежить від типу урбаноніма.
Після списку існуючих вулиць наведено список зниклих вулиць (вулиць, які були ліквідовані або включені до інших вулиць протягом XX—XXI століть), а також список попередніх назв вулиць, починаючи з 1800 року. Назви перейменованих вулиць, що починаються на число (окрім вулиць, зазначених вище), записані словами і подані на відповідну літеру (Третього Інтернаціоналу, Дев'ятого Січня, Дванадцятого Грудня, Двадцять П'ятого Жовтня, Сорокаріччя Жовтня, П'ятдесятиріччя Жовтня, Шістдесятиріччя Жовтня тощо).

## Вулиці міста Києва
| Назва                 | Тип   | Колишні назви                                                            | Район                        | Місцевість                                                               | Рік затв.   | Код об'єкта |
| --------------------- | ----- | ------------------------------------------------------------------------ | ---------------------------- | ------------------------------------------------------------------------ | ----------- | ----------- |
| Ханенків Сім'ї        | вул.  | Фрунзе                                                                   | Деснянський                  | Троєщина                                                                 | 2016        | 11783       |
| Харківська            | площа |                                                                          | Дарницький                   | Червоний хутір, Харківський масив                                        | 1977        | 11788       |
| Харківське            | шосе  | Нова 41-ша вул. + Русанівська вул., автомагістраль Київ — Харків (част.) | Дарницький, Дніпровський     | Соцмісто, Нова Дарниця, Харківський масив, Село Шевченка, Червоний хутір | 1959        | 11789       |
| Харківський           | пров. | Нова 350-та вул.                                                         | Дарницький                   | Червоний хутір                                                           | 1953        | 11790       |
| Харченка Євгенія      | вул.  | Леніна                                                                   | Дарницький                   | Бортничі                                                                 | 2016        | 10882       |
| Хасевича Ніла         | вул.  | Проєктна 13058                                                           | Солом'янський                | Жуляни                                                                   | 2019        | 13058       |
| Хвойки Вікентія       | вул.  | Єзерська; Новокирилівська                                                | Оболонський, Подільський     | Куренівка                                                                | 1962        | 11791       |
| Хвойна                | вул.  | Комінтерну                                                               | Дарницький                   | Бортничі                                                                 | 2015        | 10730       |
| Херсонський           | пров. | Верховної Ради бул. (част.), Магнітогорський                             | Деснянський                  | Соцмісто                                                                 | 2022        | 10979       |
| Хлібний               | пров. | Будьонного 2-й                                                           | Дарницький                   | Бортничі                                                                 | 2015        | 10170       |
| Хмельницька           | вул.  | Нова 860-А, Чигиринська, Проскуровська                                   | Святошинський                | Авіамістечко                                                             | 1963        | 11793       |
| Хмельницького Богдана | вул.  |                                                                          | Деснянський                  | Вигурівщина-Троєщина                                                     |             | 11794       |
| Хмельницького Богдана | вул.  | Кадетська, Фундуклеївська, Леніна                                        | Шевченківський               | Старий Київ                                                              | 1993        | 11795       |
| Ходосівська           | вул.  | Лагерна 2-га, Плещеєва                                                   | Голосіївський                | Корчувате                                                                | 2022        | 11308       |
| Холодних Сім'ї        | вул.  | Проєктна 12966                                                           | Голосіївський                | Теремки                                                                  | 2019        | 12966       |
| Холодноярська         | вул.  | Совська Балка, Кайсарова                                                 | Голосіївський, Солом'янський | Совки                                                                    | 2022        | 10633       |
| Хомова Ярослава       | пров. | Мстиславський, Островського Миколи                                       | Солом'янський                | Солом'янка                                                               | 2016        | 11224       |
| Хори́ва                | вул.  | Хорева́                                                                   | Подільський                  | Поділ                                                                    | 1980-ті     | 11798       |
| Хори́ва                | пров. | Воскресенський, Хореви́й                                                  | Подільський                  | Поділ                                                                    | 1980-ті     | 11799       |
| Хорольська            | вул.  | Нова 632-га                                                              | Дніпровський                 | Стара Дарниця                                                            | 1953        | 11800       |
| Хорольський           | пров. | Нова 633-тя вул.                                                         | Дніпровський                 | Стара Дарниця                                                            | 1953        | 11801       |
| Хортицька             | вул.  | Нова 149-та                                                              | Голосіївський                | Мишоловка, Самбурки                                                      | 1944        | 11802       |
| Хортицький            | пров. | Нова 151-ша вул., Кропивницького                                         | Голосіївський                | Мишоловка, Самбурки                                                      | 1958        | 11803       |
| Хотинська             | вул.  | Нова 223-тя, Красноводська                                               | Подільський                  | Біличе поле                                                              | 2017        | 10797       |
| Хотівська             | вул.  | Нова 349-та                                                              | Голосіївський                | Деміївка                                                                 | 1944        | 11804       |
| Хоткевича Гната       | вул.  | Нова 647-ма, Червоногвардійська                                          | Деснянський, Дніпровський    | Соцмісто                                                                 | 2016        | 11846       |
| Хоткевича Гната       | пров. | Нова вул., Червоногвардійський                                           | Деснянський, Дніпровський    | Соцмісто                                                                 | 2016        | 11847       |
| Хотянівська           | вул.  |                                                                          | Деснянський                  | Троєщина                                                                 |             | 12622       |
| Хотянівська           | вул.  |                                                                          | Оболонський                  |                                                                          | 2011        | 11805       |
| Хохлова Костянтина    | вул.  | Лінія 2                                                                  | Голосіївський                | Віта-Литовська                                                           | 2011        | 11806       |
| Хрестовий             | пров. | Хрестовий, Гіподромний зав., Іподромний, Гайцана Миколи вул.             | Печерський                   | Печерськ                                                                 | 2015        | 10299       |
| Хрещатик              | вул.  | Театральна, Воровського, Айхгорнштрасе                                   | Печерський, Шевченківський   | Бессарабка, Козине болото                                                | 1937        | 11808       |
| Хутірська             | вул.  | Нова 41-ша                                                               | Голосіївський                | Мишоловка                                                                | 1944        | 11809       |
| Хутірський            | пров. |                                                                          | Голосіївський                | Мишоловка                                                                | 1950-ті     | 11810       |
| Хутоярівський         | пров. |                                                                          | Голосіївський                | Деміївка                                                                 | поч. XX ст. | 11811       |

## Зниклі вулиці
| Назва       | Тип   | Район       | Місцевість               | Рік зникнення | Примітка                                            |
| ----------- | ----- | ----------- | ------------------------ | ------------- | --------------------------------------------------- |
| Харківська  | вул.  |             | Труханів острів          | 1943          |                                                     |
| Хвойна      | вул.  | Подільський | Вітряні гори             | 1980-ті       | до 1944 року — 276-та Нова                          |
| Херсонська  | вул.  | Залізничний | Олександрівська слобідка | 1980-ті       | до 1955 року — Успенська + Новодачний пров. (част.) |
| Херсонський | пров. | Залізничний | Олександрівська слобідка | 1977          | до 1955 року — (2-й) Володимирський                 |

## Перейменовані вулиці
| Стара назва               | Нова назва             | Район          | Дата перейменування | Сучасна назва         |
| ------------------------- | ---------------------- | -------------- | ------------------- | --------------------- |
| Ханська                   | Старо-Київська (част.) | Жовтневий      | 1938, 1944, 1952    | Старокиївська (част.) |
| Хмельницького Богдана пл. | Бесарабська пл.        |                | 1881                | Бессарабська пл.      |
| Хмільна                   | Копайгородська         | Подільський    | 1952                | Копайгородська        |
| Холмогорська              | Самійленка Володимира  | Голосіївський  | 2022                | Самійленка Володимира |
| Холмогорський пров.       | Ольвійський пров.      | Голосіївський  | 2022                | Ольвійський пров.     |
| Хохлових Сім'ї            | Джонса Ґарета          | Шевченківський | 2023                | Джонса Ґарета         |
|                           |                        |                |                     |                       |
|                           |                        |                |                     |                       |
|                           |                        |                |                     |                       |
|                           |                        |                |                     |                       |
|                           |                        |                |                     |                       |
|                           |                        |                |                     |                       |
|                           |                        |                |                     |                       |
|                           |                        |                |                     |                       |
|                           |                        |                |                     |                       |
|                           |                        |                |                     |                       |
|                           |                        |                |                     |                       |